# Madone Kalmar
La Madone Kalmar est un tableau du peintre italien Giovanni Bellini réalisé vers 1457-1458. Cette tempera sur bois est une Vierge à l'Enfant qui représente Marie sous un feston soutenant un nimbe rustique et devant un paysage comprenant une arche d'inspiration classique. Elle est conservée au sein d'une collection privée.